# آشاغی تالا
آشاغی تالا (به لاتین: Aşağı Tala) یک منطقه مسکونی در جمهوری آذربایجان است که در شهرستان زاقاتالا واقع شده است. آشاغی تالا ۶۸۳۰ نفر جمعیت دارد.